# Rachel Seiffert
Rachel Seiffert, född 1971 i Oxford, är en tvåspråkig engelsk författare av tysk-australisk härkomst. Hennes debutbok The Darkroom, som består av tre berättelser om vanliga tyskar under andra världskriget, uppmärksammades internationellt, med nomineringen till kortlistan för Booker-priset, och belönades med Betty Trask Award och med ett Internationellt PEN-pris.